# Suore grigie del Terz'ordine di San Francesco
Le Suore Grigie del Terz'Ordine di San Francesco (in ceco Kongregace Šedých Sester III. Řádu Sv. Františka; sigla O.S.F.Gr.) sono un istituto religioso femminile di diritto pontificio.

## Storia
La congregazione fu fondata a Praga il 6 gennaio 1856 dalle sorelle Maria e Anna Plaňanská insieme con Francesa Grossmann. In origine le suore si dedicavano alla cura dei malati e al seppellimento dei morti abbandonati; nel 1846 presero un abito religioso con colletto e mantello grigio, per cui iniziarono a essere chiamate suore grigie.
Le prime costituzioni dell'istituto furono elaborte sulla base della regola del terz'ordine francescano dal crocigero Francesco Havránek e dal francescano Paolo Pelikovský.
La congregazione, aggregata all'ordine dei frati minori dal 4 novembre 1932, ricevette il pontificio decreto di lode il 21 aprile 1972.

## Attività e diffusione
Le suore si dedicano alla cura dei malati e operano in istituti di cura a favore di giovani disabili.
La sede generalizia è a Vodňany.
Alla fine del 2015 l'istituto contava 18 religiose in 2 case.